# Слађан Шћеповић
Слађан Шћеповић (Прибој, 5. децембар 1965) је бивши српски фудбалер, који је играо на позицији нападача. Његови синови Стефан и Марко су такође фудбалери.

## Каријера
Шћеповић је поникао у ФАП-у из родног Прибоја, а у Партизан је прешао 1984. године. Ретко је добијао шансу, па је 1985. године послат на каљење у друголигаша Бор, одакле се, после шест месеци, вратио у Партизан, таман да, са скромним учинком додуше, учествује у освајању титуле у сезони 1986/87. Од наредне сезоне далеко чешће је у тиму, мало као стартер, мало улазећи са клупе, и у клубу остаје све до 1992. године. Поред једне титуле учествовао је у освајању и два Купа (1989, 1992). Каријеру је од 1992. наставио у кипарском Аполону из Лимасола. У Аполону ће провести наредне четири сезоне, а у првој ће понети и титулу најбољег стрелца тамошњег првенства. Последњу сезону у каријери одиграо је за шпанског друголигаша Мериду, са којом је, освајањем првог места у Сегунди, изборио пласман у виши ранг, по први пут у историји клуба. У Примери ипак није заиграо, пошто је на крају сезоне 1996/97. одлучио да се пензионише. После играчке каријере, радио је као тренер млађих категорија у Партизану.

## Успеси
Партизан
- Првенство Југославије (1) : 1986/87.
- Куп Југославије (2) : 1988/89, 1991/92.
- Суперкуп Југославије (1) : 1989.

Аполон Лимасол
- Прва лига Кипра (1) : 1993/94.

Мерида
- Друга лига Шпаније (1) : 1996/97.

Индивидуални
- Најбољи стрелац кипарске Прве лиге (1) : 1992/93.